# Cinclosoma punctatum
La zordala manchada (Cinclosoma punctatum) es una especie de ave paseriforme de la familia Psophodidae endémica Australia. Puebla selvas tropicales y subtropicales del sureste de Australia.